# Anni 1970
Gli anni 1970, comunemente chiamati anni Settanta, sono il decennio che comprende gli anni dal 1970 al 1979 inclusi.

## Eventi, invenzioni e scoperte

### 1970
- L'8 maggio viene pubblicato l'ultimo album insieme dei The Beatles, che infatti si sciolgono: Let It Be.
- Il 21 giugno la Nazionale di calcio del Brasile di Pelé vince il campionato mondiale di calcio 1970, in finale contro la Nazionale di calcio dell'Italia.
- Il 18 settembre muore Jimi Hendrix, chitarrista e cantautore statunitense di fama mondiale.
- Il 4 ottobre muore Janis Joplin, cantante statunitense.
- Il 5 ottobre esce l'album Led Zeppelin III.
- Il 13 novembre Hafiz al-Asad sale al potere in Siria in seguito a un colpo di Stato militare.
- Il cancelliere tedesco Willy Brandt avvia una politica di apertura all'Est europeo, riconoscendo la Repubblica Democratica Tedesca e firmando un trattato d'amicizia con la Polonia.
- Attentati terroristici e guerriglia urbana fra cattolici e protestanti in Irlanda del Nord spingono il governo britannico a prendere provvedimenti durissimi; in molti, però, accusano gli inglesi di colpire solo la popolazione irlandese.
- Il governo della Libia, guidato dal colonnello Muʿammar Gheddafi, espelle gli italiani dal Paese.
- Iniziano i voli commerciali con il velivolo Boeing 747.

### 1971
- Il 25 gennaio sale al potere Idi Amin Dada in Uganda.
- Nel mese di maggio, in Egitto, il presidente Anwar Sadat dà avvio alla "Rivoluzione correttiva", una politica di progressivo avvicinamento alle posizioni dell'Occidente.
- Il 30 giugno si verifica la tragedia della Sojuz 11.
- Il 3 luglio muore a Parigi il poeta/cantante statunitense Jim Morrison.
- Il 2 agosto esce Who's Next, quinto album in studio della rock band britannica The Who.
- Il 28 agosto, poche miglia al largo di Monopoli (BA), a causa di una fuga di gas, naufraga la nave Heleanna con a bordo 1174 passeggeri: alla fine si conteranno 20 morti, 39 dispersi e 270 feriti.
- Il 25 ottobre la Cina è ammessa all'ONU.
- Il 29 dicembre viene eletto sesto Presidente della Repubblica Italiana il democristiano Giovanni Leone.
- Intel costruisce il 4004 progettato da Federico Faggin, il primo microprocessore della storia.
- Il Presidente statunitense Richard Nixon pone fine alla convertibilità del dollaro statunitense con l'oro.
- Il 31 ottobre i Pink Floyd pubblicano l'album Meddle.
- L'8 novembre i Led Zeppelin pubblicano l'album Led Zeppelin IV
- A Londra nasce la rock band Queen formata da Freddie Mercury, Brian May, John Deacon e Roger Taylor.

### 1972
- Il 30 gennaio a Derry, in Irlanda del Nord, i parà britannici aprono il fuoco uccidendo 14 persone durante una manifestazione pacifica per i diritti umani: è la Bloody Sunday.
- Il 31 maggio un'autobomba esplode nei pressi di Peteano, frazione di Sagrado, in provincia di Gorizia, uccidendo tre carabinieri e ferendone altri due. Per la strage di Peteano furono condannati Vincenzo Vinciguerra e Carlo Cicuttini (esponenti di Avanguardia Nazionale e Ordine Nuovo).
- Il 5 settembre, alle Olimpiadi di Monaco di Baviera, un commando di terroristi palestinesi appartenenti a Settembre Nero uccide undici atleti israeliani e un poliziotto tedesco dopo un fallito tentativo di sequestro.

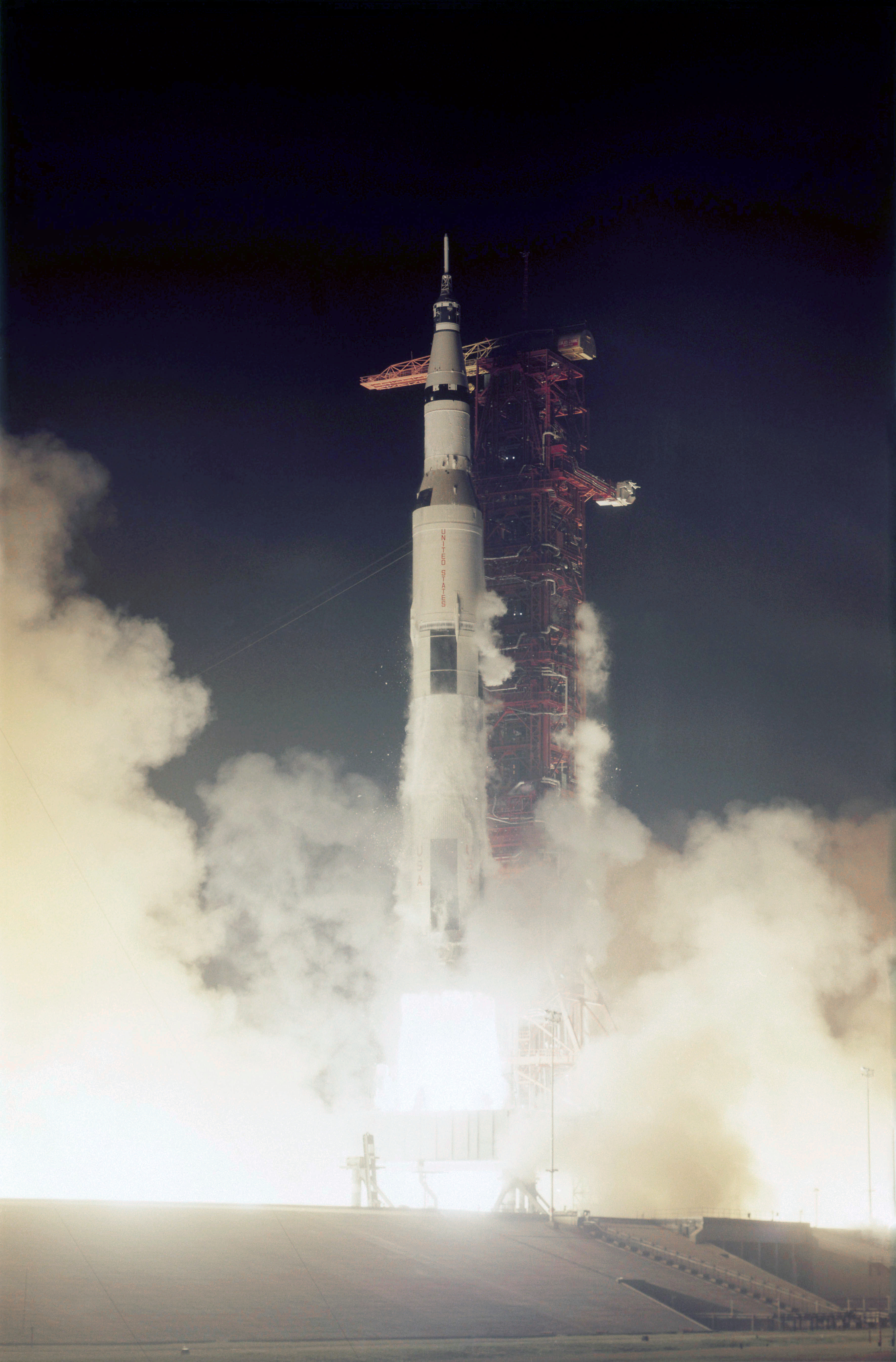
Il lancio notturno della missione Apollo 17 il 7 dicembre 1972

- Il 21 dicembre, dopo una serie di incontri bilaterali, i parlamenti della Repubblica Democratica Tedesca e Ovest approvano il Trattato fondamentale che sancisce il riconoscimento reciproco.
- Vengono siglati tra Stati Uniti e Unione Sovietica gli accordi SALT 1 per la riduzione delle armi di distruzione di massa.
- Richard Nixon annuncia lo sviluppo del programma spaziale Space Shuttle.
- Escono sul mercato la Magnavox Odyssey, la prima console per videogiochi al mondo, e Pong: inizia l'era dei videogiochi come fenomeno culturale e commerciale di massa.
- In Italia viene riconosciuta l'obiezione di coscienza al servizio militare.

### 1973
- Il 14 gennaio Elvis Presley si esibisce nel suo celebre Aloha from Hawaii, il primo concerto trasmesso in diretta in mondovisione. La performance di Elvis fu vista da circa un miliardo di persone.
- Il 17 maggio l'anarchico Gianfranco Bertoli lancia una bomba a mano durante una cerimonia davanti alla Questura di Milano per colpire l'allora ministro Mariano Rumor: rimangono uccise quattro persone mentre altre quarantacinque restano ferite.
- Il 20 luglio muore Bruce Lee dopo aver assunto una pastiglia di Equagesic: si addormentò senza più svegliarsi.
- L'11 settembre, con l'appoggio degli Stati Uniti, un colpo di Stato in Cile rovescia il governo socialista del presidente Salvador Allende e instaura la terribile dittatura militare di Augusto Pinochet.
- Gli Stati Uniti d'America ritirano le truppe dal Vietnam.
- Esplode in Medio Oriente la guerra del Kippur; l'OPEC decide, per protesta contro l'Occidente che appoggia Israele, di alzare i prezzi del petrolio causando una crisi energetica mondiale.
- Nasce la band australiana degli AC/DC, simbolo della musica rock.
- Esce l'album The Dark Side of the Moon dei Pink Floyd.
- Esce Queen, il primo album dell'omonima band.
- Madrid, 20 dicembre 1973 Luis Carrero Blanco Presidente del Governo spagnolo fu vittima di un attentato dinamitardo.

### 1974
- Il 25 aprile un colpo di Stato militare non violento delle forze di sinistra fa cadere in Portogallo la dittatura fascista di Marcello Caetano, instaurata nel 1926 da António de Oliveira Salazar: l'anno successivo viene ripristinata la democrazia eleggendo un'Assemblea Costituente e viene concessa l'indipendenza ai territori d'oltremare, come l'Angola e il Mozambico, mentre le prime elezioni libere dopo il regime si svolgono nel 1976
- Il 28 maggio una bomba nascosta in un cestino portarifiuti esplode durante una manifestazione sindacalista nella centrale piazza della Loggia a Brescia: rimangono uccise otto persone mentre centodue sono i feriti; questa strage verrà attribuita ad esponenti di Ordine Nuovo.
- Il 1º luglio muore a Olivos il generale e politico argentino Juan Domingo Perón, fondatore nel 1947 del Partido Justicialista, il suo posto viene preso dalla terza moglie Isabelita Perón.
- Il 7 luglio la Germania dell'Ovest vince il campionato mondiale di calcio 1974 in finale contro l'Olanda di Johan Cruijff
- Il 4 agosto una bomba esplode su una carrozza del treno Italicus all'uscita della Grande galleria dell'Appennino nei pressi di San Benedetto Val di Sambro, in provincia di Bologna: l'attentato provoca dodici vittime e una quarantina di feriti ed è rivendicato dal gruppo neofascista Ordine nero.

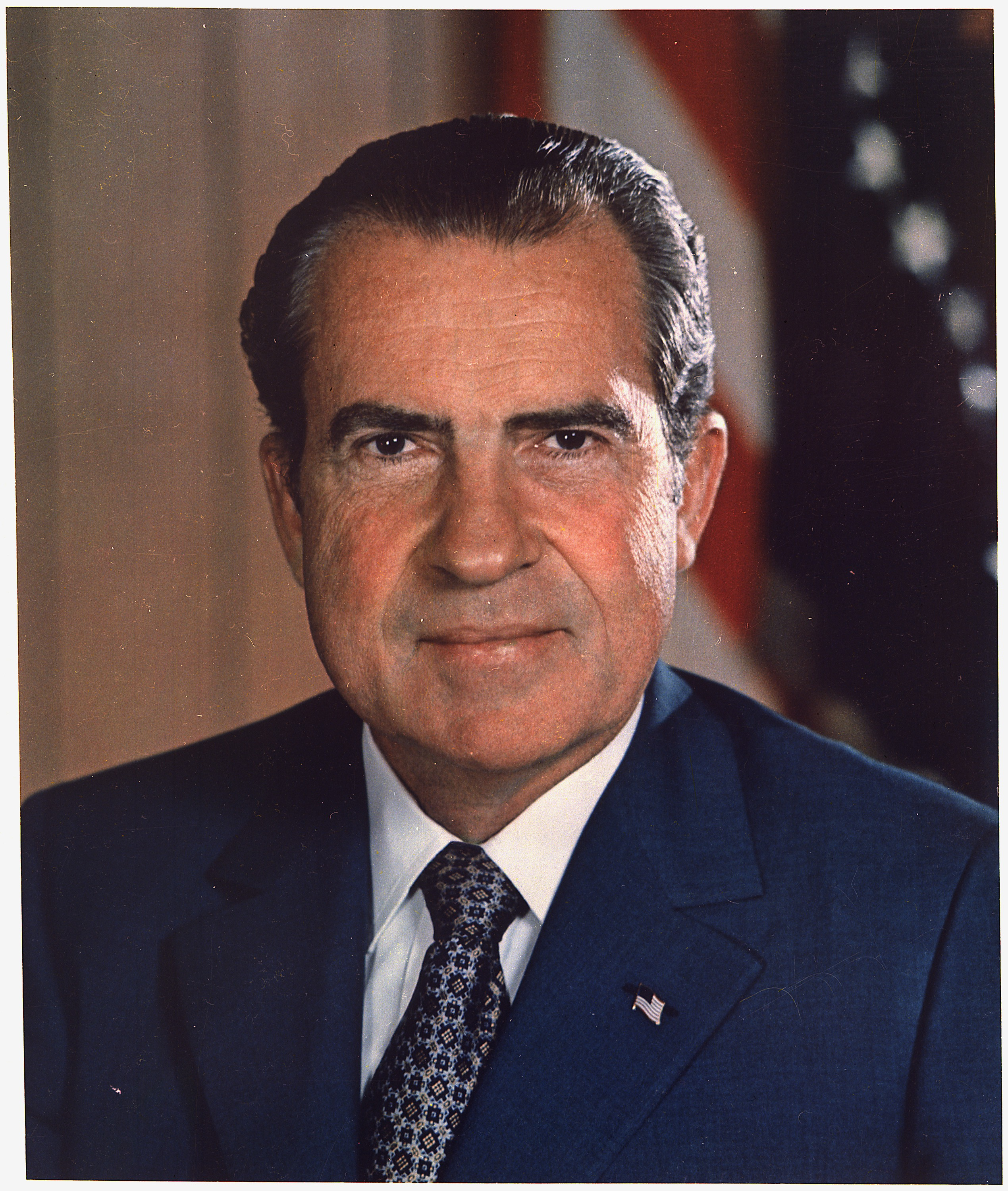
Il Presidente degli Stati Uniti d'America Richard Nixon nel 1973

- Il 9 agosto si dimette il Presidente degli Stati Uniti d'America Richard Nixon in seguito allo scandalo Watergate.
- Il 17 novembre si svolgono le elezioni democratiche in Grecia che pongono fine alla Dittatura dei colonnelli e comincia un processo di democratizzazione chiamato Metapolitefsi: vince il partito moderato Nuova Democrazia di Kōnstantinos Karamanlīs.
- Il 30 novembre, in Etiopia, un gruppo di paleontologi scopre dei resti fossili di un esemplare femmina di Australopithecus afarensis, che chiameranno Lucy.
- Viene terminata la costruzione da parte dei militari della famosa strada di montagna rumena Transfăgărășan DN7C.
- L'Organizzazione per la Liberazione della Palestina viene ammessa all'ONU come membro osservatore in qualità di rappresentante del popolo palestinese.
- Gli ABBA vincono l'Eurovision Song Contest con il brano Waterloo, dando così inizio al loro successo mondiale.
- Escono Queen II e Sheer Heart Attack, due album dei Queen.

### 1975
- Il 24 febbraio esce l'album Physical Graffiti dei Led Zeppelin.
- Il 4 aprile viene fondata la Microsoft
- Il 13 aprile scoppia in Libano una guerra civile fra i cristiani maroniti e la minoranza musulmana che si conclude nell'anno 1990.
- Il 30 aprile finisce la Guerra del Vietnam con l'entrata dell'esercito nordvietnamita in Saigon, ribattezzata poi Ho Chi Minh City dal regime comunista.
- Il 12 settembre esce l'album Wish You Were Here dei Pink Floyd.
- Il 31 ottobre esce il singolo Bohemian Rhapsody dei Queen.
- Il 2 novembre viene assassinato sul Lido di Ostia Pier Paolo Pasolini, considerato uno tra i maggiori intellettuali italiani del Novecento.
- Il 20 novembre muore, dopo trentasei anni di dittatura in Spagna, il generale Francisco Franco: sale al trono il re Juan Carlos di Borbone, designato dallo stesso Franco nel 1969, che avvia subito un processo di democratizzazione del Paese detto Transizione spagnola.
- In conseguenza a un'applicazione confusa delle leggi sul sistema radiotelevisivo, verso la metà del decennio nascono in Italia le prime radio e televisioni private; si forma il movimento delle "radio libere", stazioni radiofoniche create per lo più da giovani, il cui caso più eclatante è quello della bolognese Radio Alice.

### 1976
- Il 24 marzo Jorge Rafael Videla attua un golpe militare in Argentina rovesciando la democraticamente eletta Isabelita Peron, terza moglie del politico e generale argentino Juan Domingo Perón; sarà anche lui responsabile della sparizione dei cosiddetti "desaparecidos" e di torture e uccisioni degli oppositori politici.
- Il 20 giugno si svolgono le elezioni politiche in Italia, dove, in un contesto di compromesso storico tra DC e PCI, si ebbe per la prima volta da dopo la fine degli anni quaranta il possibile sorpasso del secondo partito sul primo.
- Il 9 settembre muore Mao Zedong e in Cina si scatena una lotta per il potere, da parte della "banda dei Quattro".
- Il 22 ottobre esce al cinema e nei negozi il film concerto dei Led Zeppelin dell'album The Song Remains the Same.
- Entra in servizio il Concorde.
- Costruzione dell'Enterprise, primo prototipo di Space Shuttle.
- Viene fondata la Apple.
- I Queen pubblicano A Day At The Races.
- L'8 dicembre gli Eagles fanno uscire il noto album "Hotel California".
- nascono le radio libere

### 1977
- Il 23 gennaio esce l'album Animals dei Pink Floyd.
- Il 25 maggio esce il primo film della saga Guerre stellari: l'omonimo film.
- Il 15 giugno in Spagna si tengono le prime elezioni generali per una Costituente dopo la fine della dittatura franchista che segnano una vittoria dei partiti centristi durante la cosiddetta Transizione spagnola.
- Il 14 luglio, a New York, ci fu un blackout dopo che i fulmini provocarono un'avaria alla centrale elettrica.
- Il 16 agosto muore a Graceland, a soli 42 anni, Elvis Presley, leggenda e re della rock music.
- A Tenerife, due Boeing 747 si scontrano sulla pista dell'aeroporto provocando 583 vittime e allo stesso tempo il più grave disastro della storia dell'aviazione, in quello che passò alla storia come il disastro aereo di Tenerife.
- Ascesa al grande pubblico della musica e della moda punk.
- Ascesa al grande pubblico della disco music e della moderna concezione di discoteca. Il successo del film La febbre del sabato sera ne è la conferma. Il film lancia John Travolta.
- Vengono mandate due delle prime sonde spaziali di nome Voyager 1 e Voyager 2.
- Mark Knopfler, David Knopfler, John Illsley e Pick Withers formano i Dire Straits, una delle band rock britanniche più famose.
- Esce l'album News Of The World dei Queen.

### 1978
- Il 13 maggio in Italia viene promulgata la Legge Basaglia, che riforma gli ospedali psichiatrici.
- Il 16 marzo in via Fani a Roma un commando delle Brigate Rosse rapisce Aldo Moro, presidente della Democrazia Cristiana e uccide i cinque uomini della sua scorta.
- Il 9 maggio il corpo senza vita di Moro viene ritrovato nel baule di una Renault 4 rossa in via Caetani, a metà strada tra le sedi nazionali del PCI e della DC; lo stesso giorno viene ucciso dalla mafia siciliana Peppino Impastato, conduttore radiofonico che ebbe il coraggio di sfidare tra gli altri suo cugino Gaetano Badalamenti.
- 25 giugno: L'Argentina vince i mondiali di calcio in casa conquistando il suo primo titolo.
- L'8 luglio in seguito alle dimissioni di Giovanni Leone, il socialista Sandro Pertini, partigiano durante la Resistenza, diventa il settimo Presidente della Repubblica Italiana.
- Il 6 agosto muore Papa Paolo VI: il 26 agosto gli succede Giovanni Paolo I che però muore dopo soli trentatré giorni di pontificato; il 16 ottobre viene eletto Papa il cardinale polacco Karol Wojtyła, Giovanni Paolo II, che lascerà una traccia profonda nella storia del Novecento, con un pontificato lungo ben 27 anni.
- Il 17 settembre con gli accordi di Camp David fra Israele e Egitto si apre una nuova fase nel conflitto mediorientale.
- Viene pubblicato Jazz, album dei Queen

### 1979
- L'11 aprile, a seguito della guerra tra Uganda e Tanzania riguardante contrasti per confini contesi, viene deposto il dittatore ugandese Idi Amin Dada.
- Margaret Thatcher e Maria de Lourdes Pintasilgo vengono elette Primo ministro rispettivamente del Regno Unito (dal 4 maggio) e del Portogallo (dal 1º agosto): sono le prime donne in Europa a guidare un governo.
- 2 giugno: inizia il viaggio pastorale di nove giorni di papa Wojtyla in Polonia.
- Dal 7 al 10 giugno per la prima volta viene eletto il Parlamento europeo: il partito di maggioranza relativa è il Partito del Socialismo Europeo.
- Il 17 luglio nel Nicaragua il dittatore Anastasio Somoza Debayle viene deposto e i sandinisti prendono il potere.
- Il 30 novembre esce l'album The Wall dei Pink Floyd.
- Il 15 dicembre nasce la Terza Rete RAI e anche il Tg3.
- Il 24 dicembre l'URSS invade l'Afghanistan in soccorso del regime socialista di Nur Mohammad Taraki, instaurato l'anno precedente in un sanguinoso colpo di Stato chiamato Rivoluzione di Saur.
- Scoppia la seconda crisi energetica petrolifera degli anni settanta del novecento.
- A febbraio in Iran lo scià viene deposto e nel Paese si instaura una rigida repubblica islamica sciita votata tramite referendum il 1º aprile e guidata dall'ayatollah Ruhollah Khomeyni, dichiarato Leader Supremo a dicembre.
- Studenti islamici occupano l'ambasciata americana a Teheran: il governo statunitense accusa la nuova repubblica islamica e rompe le relazioni diplomatiche.
- Philips e Sony inventano il compact disc: è nato il CD.
- nasce la LucasFilm computer Graphics Project che nel 1986 diventerà la Pixar Animation Studios, la prima ditta ad occuparsi di computer grafica ad alti livelli.
- Sony inventa e lancia sul mercato il Walkman.
- Viene dichiarato estinto il virus del vaiolo.

## Televisione
Il decennio degli anni settanta ha visto cambiamenti significativi nella programmazione televisiva sia nel Regno Unito che negli Stati Uniti. Iniziano ad essere trasmesse le famose sit-com familiari e programmi televisivi orientati a spettacoli contemporanei e socialmente più giovanili, alla moda e urbani, in particolare negli Stati Uniti. In Italia nascono le prime reti televisive locali e private e dal 1977 le trasmissioni iniziano ad essere trasmesse a colori, mentre nell'anno 1979 nasce il terzo canale pubblico chiamato Rai 3.

Mia Martini in un concerto alla Bussola di Focette il 5 agosto 1975

## Musica

Lucio Battisti negli anni '70 raggiunse l'apice del successo

I primi anni 1970 hanno visto la nascita di numerosi generi derivati del rock (soft rock, pop rock, hard rock), con artisti di fama internazionale, come The Who, Queen, Genesis, Scorpions, Bruce Springsteen, Fleetwood Mac, The Carpenters, Elton John, David Bowie, Carly Simon, Carole King, James Taylor, John Denver, Rod Stewart, Eagles, America, Chicago, The Doobie Brothers, Paul McCartney e Steely Dan e la nascita del genere heavy metal rappresentato prevalentemente da band quali Deep Purple, Black Sabbath e Led Zeppelin, così come l'ulteriore crescita del genere rhythm and blues (R&B) di artisti come il polistrumentista Stevie Wonder e il quintetto popolare The Jackson 5. La seconda metà degli anni 1970 ha visto anche la nascita della disco music e delle Discoteche, che ha dominato durante la seconda metà del decennio con gruppi come i Bee Gees, ABBA, Village People, Donna Summer. Iniziano ad utilizzare nella musica strumenti elettronici con effetti speciali. Nascono i primi generi electro, Synth, Pop, Dance e Punk. Elvis Presley raggiunge il picco del suo successo di questo decennio: è suo il primo concerto mandato in diretta in mondovisione. 
- Nel 1970 si sciolgono i Beatles, i cui membri intraprenderanno le loro rispettive carriere soliste.
- Il 18 settembre 1970 muore il chitarrista e cantante Jimi Hendrix.
- Il 3 luglio 1971 muore Jim Morrison, leader e cantante dei The Doors.
- L'1º marzo 1973 i Pink Floyd pubblicano The Dark Side of the Moon, il loro album di maggiore successo, che con oltre 50 milioni di copie vendute è considerato uno dei più importanti album della storia della musica. Nello stesso anno nascono gli AC/DC e i Kiss.
- Nel 1975 nascono i Sex Pistols che verranno riconosciuti come uno dei gruppi più influenti per l'avvento della musica Punk-Rock.
- Nell'ottobre del 1975 i Queen pubblicano il loro quarto album in studio, A Night at the Opera, dal quale viene estratta Bohemian Rhapsody, inserita da critici e da sondaggi popolari tra le migliori canzoni di tutti i tempi.
- Sempre nel 1975 il cantante Peter Gabriel si separa dai Genesis per intraprendere la sua carriera solista.
- Nel 1976 nascono gli U2. Sempre nello stesso anno i Deep Purple, dopo la morte del chitarrista Tommy Bolin, si separano per riunirsi, poi nel 1984, mentre gli Eagles pubblicano la loro prima raccolta Their Greatest Hits (1971-1975) che in futuro diventerà l'album più venduto negli Stati Uniti (38 milioni di copie) e uno dei più venduti in assoluto (oltre 42 milioni).
- Il 16 agosto 1977 muore il cantante e attore Elvis Presley.
- Nel 1977 nascono i Dire Straits, fondati dal leader e chitarrista Mark Knopfler e sempre nello stesso anno si formano i Police.
- Nel 1978 nascono i Duran Duran seguiti un anno più tardi dagli Spandau Ballet che verranno considerati i rivali dell'avvento in quegli anni della musica new wave e new romantic.
- Nel 1979, il leader e cantante Ozzy Osbourne abbandona i Black Sabbath per intraprendere la carriera da solista; nello stesso anno esordiscono gli Iron Maiden con la pubblicazione del loro primo EP The Soundhouse Tapes. Sempre nello stesso anno Michael Jackson pubblica Off the Wall, considerato da molti come il primo vero album del Re del Pop.

Molti sono i cantanti in Italia di maggiore successo del decennio (molti dei quali già affermati negli anni '60), tra i tanti si ricordano Fabrizio De André, Lucio Battisti, Lucio Dalla, Renato Zero, Mina, Edoardo Bennato, Mia Martini, Francesco De Gregori, Francesco Guccini, Gianni Morandi, Patty Pravo, Adriano Celentano, Antonello Venditti, Riccardo Cocciante, Raffaella Carrà, Loredana Bertè, Claudio Baglioni, Fred Bongusto, Rino Gaetano, Mino Reitano, Vasco Rossi, Peppino Di Capri, Franco Battiato, Pino Daniele, Marcella Bella, Al Bano, Mango e molti altri. Tra i gruppi i Matia Bazar, Nomadi, Banco del Mutuo Soccorso, Premiata Forneria Marconi, Delirium, i Cugini di Campagna e altri.

## Cinema
Nel corso degli anni settanta è nel pieno del suo svolgimento la rivoluzione della Nuova Hollywood con giovani cineasti. I primi film al Top sono stati Lo squalo (1975) che ha inaugurato l'era del Campione d'incassi del cinema (assieme alla definizione del termine "blockbuster"), anche se è stato eclissato due anni dopo dal film di fantascienza Guerre stellari nel 1977. La febbre del sabato sera (1977) scatenò la mania della discoteca negli Stati Uniti. Il padrino nel 1972 è stato uno dei più grandi successi del decennio, come anche il suo primo seguito, Il padrino - Parte II, del 1974. I film di questo decennio, iniziano ad essere sempre di più di genere fantastico, azione, horror ed iniziano le prime saghe o sequel. I film che hanno avuto sempre più successo ed impatto sociale, con dei Premi Oscar sono stati:
- Lo squalo
- Guerre stellari
- Il padrino
- La febbre del sabato sera
- La stangata
- L'esorcista
- Rocky
- Superman
- Il cacciatore
- Grease

Nel cinema di Hong Kong il prepotente successo in tutto il mondo dei film di Bruce Lee fa da apripista, anche dopo la sua scomparsa, al sempre più crescente riscontro di pubblico dei film di Kung-fu (di cui verso la fine del decennio si affermerà un sottogenere di commedia, che lancia altri nuovi divi come Jackie Chan)
Il cinema italiano vede l'affermazione e la prevalenza dei film cosiddetti "Poliziotteschi" mentre, nel genere commedia, del filone della commedia sexy, i cui attori simbolo sono Lino Banfi ed Edwige Fenech. Sempre nella commedia debutta il personaggio più famoso di Paolo Villaggio, Fantozzi. Commistioni con la commedia si hanno anche nel poliziottesco, come nella serie di Piedone, interpretata da Bud Spencer, all'epoca già famoso per i film in coppia con Terence Hill, o in quella di Nico Giraldi, interpretata da Tomas Milian.

## Politica

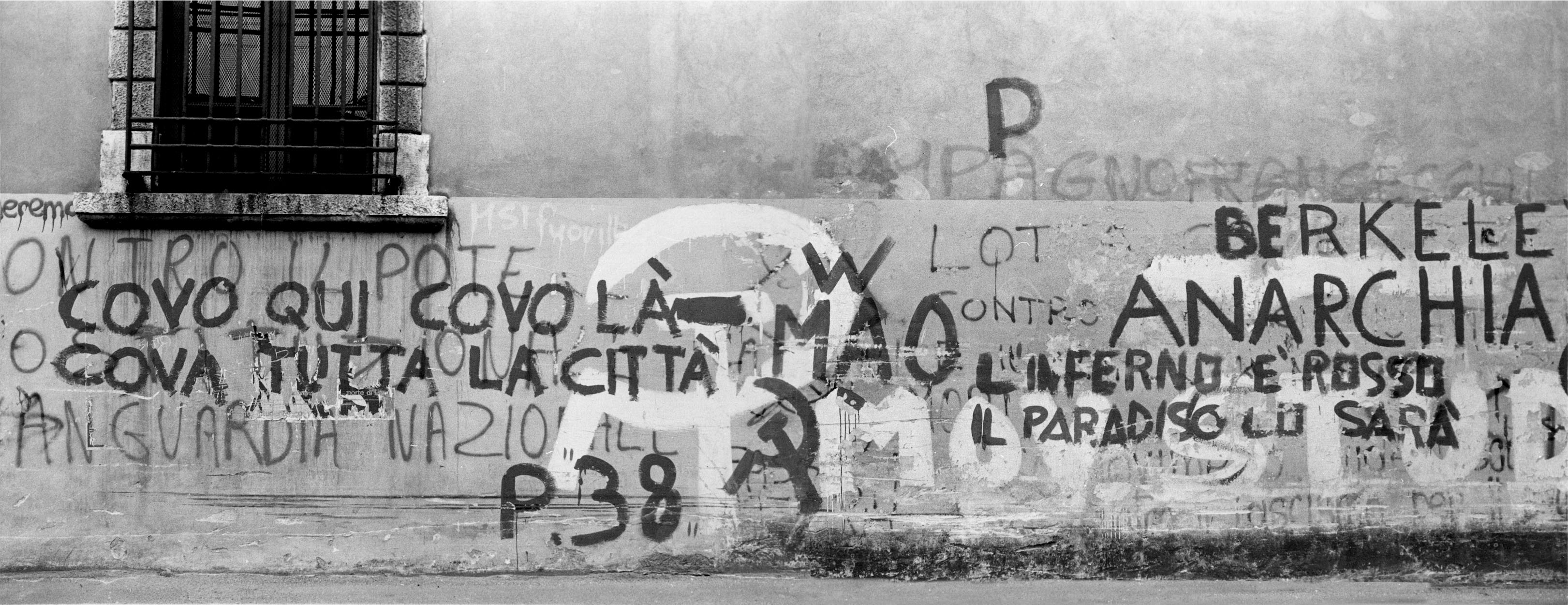
Scritte murali nel centro di Brescia negli anni '70

- Si verifica una crisi energetica nel 1973 in seguito alla Guerra del Kippur, ed una seconda crisi di questo tipo nel 1979 dopo la Rivoluzione iraniana.
- Il cancelliere tedesco Willy Brandt instaura una politica di avvicinamento con la Germania Est e altri paesi del blocco orientale, nota come Ostpolitik.
- Caduta dei regimi fascisti nella penisola iberica: in Spagna con la morte di Francisco Franco, in Portogallo con la rivoluzione dei garofani, ponendo fine anche alla guerra d'indipendenza nelle sue colonie in Africa.
- Il PCI, sotto la segreteria di Enrico Berlinguer, intraprende, come altri partiti comunisti europei, la via eurocomunista, improntata al distacco da quella del blocco orientale e anche ad una tolleranza zero verso i gruppi armati di sinistra, conseguendo importanti risultati alle elezioni regionali del 1975 e alle elezioni politiche del 1976.
- Si instaurano nuovi sanguinari regimi in America Latina: l'11 settembre 1973 prende il potere in Cile Augusto Pinochet, mentre nel 1976, in Argentina, la giunta militare presieduta da Videla, assieme all'orrore dei desaparecidos.
- In Nicaragua nel 1979 ha successo la lotta dei sandinisti con il rovesciamento di Somoza.

## Scienza
In seguito all'allunaggio (avvenuto il 20 luglio 1969) e ai progressi della scienza e tecnologia del Novecento, si accendono e si rafforzano le speranze (già nate nei decenni precedenti) che l'uomo avrebbe di lì a poco cominciato a viaggiare e conquistato lo spazio. Era molto frequente in quel periodo un generale ottimismo e una visione del futuro caratterizzata da progressi tecnologici tesi alla colonizzazione e al viaggio nello spazio, tanto che la gente era solita fantasticare sulla possibilità di compiere in un futuro molto vicino un viaggio nello spazio. Tali aspettative erano considerate da molti alquanto realistiche e sarebbero continuate anche negli anni ottanta del XX secolo, per poi affievolirsi gradualmente a partire dagli anni novanta. La visione del futuro degli anni settanta e, in generale, del XX secolo aveva previsto i viaggi nello spazio, ma non era riuscita a prevedere singolarmente e in modo compiuto l'avvento di Internet, della telefonia mobile e della Rivoluzione digitale.
Tra i progressi degni di nota si ricordano:
- Esplorazione della Luna: invio della prima sonda automatica sul suolo lunare, Luna 16, con la raccolta meccanica di campioni rocciosi, e di Luna 17, con il primo impiego di rover automatizzati; ultime missioni umane del programma Apollo.
- Il 17 luglio 1975 viene lanciato il Programma test Apollo-Sojuz, prima cooperazione in campo spaziale tra USA e URSS.
- Nasce il programma Viking, con l'invio di una sonda su Marte
- Nasce il Programma Voyager, e vengono inviate nello spazio le due sonde chiamate Voyager 1 e Voyager 2; entrambe, ancora funzionanti per i molti anni successivi e dirette oltre i limiti del sistema solare, trasportanti un disco con immagini e suoni della Terra destinato ad eventuali civiltà extraterrestri
- Nel 1978 nasce Louise Brown, il primo essere umano concepito in provetta.
- Primo uso del ciclotrone nella cura contro il cancro in Gran Bretagna nel 1973

## Tecnologia e informatica
- Gli anni 1970 sono il decennio della nascita dei moderni Computer. La IBM produce i primi floppy disk nel 1970. Il primo microprocessore ad uso generale del mondo è stato l'Intel 4004, uscito nel 1971, mentre ll primo vero personal computer, il Commodore PET, viene commercializzato nel 1977. Iniziano a prodursi in larga scala internazionale le prime Calcolatrici elettroniche, mentre nel 1978 avviene la sostituzione dei transistor con i circuiti integrati.
- Rivoluzione nell'industria audiovisiva: nel 1970 la Sony presenta la prima videocassetta, la U-matic, e la Philips produce nel 1972 il primo videoregistratore per uso domestico. Sempre la Sony inventa nel 1979 il primo Walkman.
- Inizia ad essere popolare il Videogioco arcade con videogiochi come Pong, Space Invaders, Defender, Asteroids e Pac-Man.
- Nasce la posta elettronica: nel 1971 inviato il primo messaggio.

## Personaggi

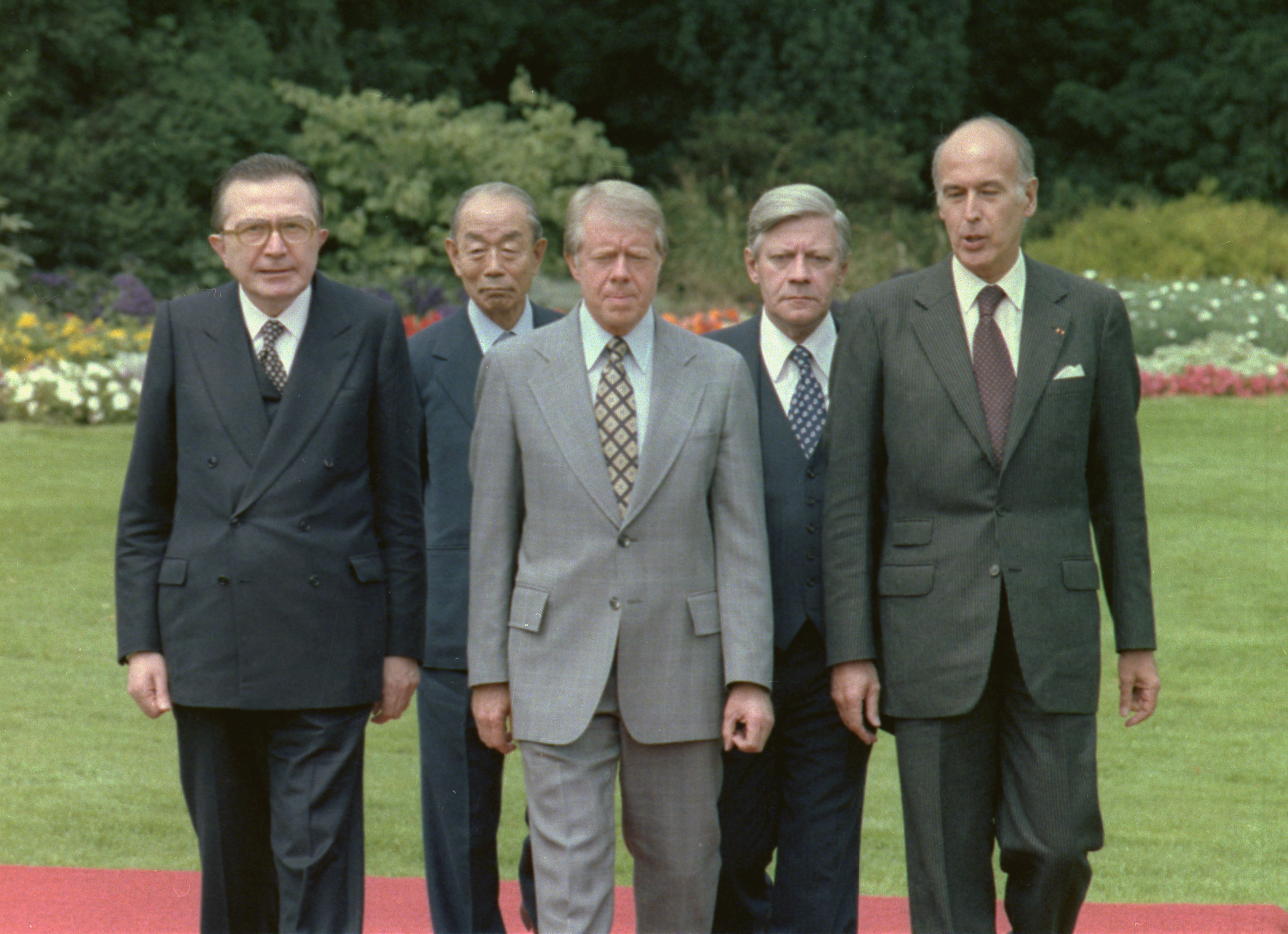
I leader del G7

- Giulio Andreotti, Presidente del Consiglio (1972-1973; 1976-1979)
- Enrico Berlinguer, Segretario generale del PCI

Rino Gaetano

- Giovanni Leone, Presidente della Repubblica italiana (1971 - 1978)
- Aldo Moro, Presidente del Consiglio (1974 - 1976) e vittima delle Brigate Rosse
- Sandro Pertini, Presidente della Repubblica italiana (1978 – 1985)
- Mariano Rumor, Presidente del Consiglio (1973 - 1974)
- Paolo Villaggio, Comico
- Mia Martini, Cantante.
- Paolo Rossi,Calciatore
- Gigi Riva, Calciatore
- Adriano Panatta, Tennista
- Paolo Bertolucci, Tennista
- Pietro Mennea, velocista
- Lucio Battisti, Cantante
- Giorgio Chinaglia, calciatore
- Paolo Conte, Cantante
- Willy Brandt
- Helmut Schmidt
- Leonid Il'ič Brežnev
- Georges Pompidou
- Valéry Giscard d'Estaing
- Edward Heath
- Harold Wilson
- James Callaghan
- Elisabetta II
- Golda Meir
- Menachem Begin
- Francisco Franco
- Indira Gandhi
- Nicolae Ceaușescu
- Nadia Comăneci
- Sex Pistols
- ABBA
- John Lennon, Cantante.
- David Bowie, Cantante.
- Led Zeppelin, Gruppo Rock.
- Pink Floyd, Gruppo Rock.
- Queen, Gruppo Rock.
- Freddie Mercury, Cantante.
- The Who, Gruppo Rock.
- Deep Purple, gruppo hard rock / heavy metal

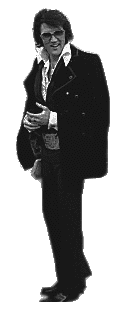
Elvis Presley

- Richard Nixon, 37esimo Presidente degli Stati Uniti.
- Gerald Ford, 38esimo Presidente degli Stati Uniti.
- Jimmy Carter, 39esimo Presidente degli Stati Uniti.
- Fidel Castro, Presidente della Cuba
- Augusto Pinochet, Presidente del Cile
- Mao Tse-tung, Presidente della Repubblica Popolare Cinese
- Kim Il-sung, Presidente della Repubblica Popolare Democratica di Corea
- Anwar al-Sadat, Presidente dell'Egitto
- Hafiz al-Assad, Presidente della Siria
- Muʿammar Gheddafi, Presidente della Libia
- Yasser Arafat, Presidente dell'Autorità Nazionale Palestinese
- Bruce Lee, Attore e Artista Marziale.
- Kabir Bedi, Attore
- Elton John, Cantante.

- KISS, Gruppo hard rock.
- Miles Davis, Musicista.
- George Lucas, Regista.
- Elvis Presley, Cantante.
- Papa Paolo VI, Papa.
- Papa Giovanni Paolo I, Papa.
- Papa Giovanni Paolo II, Papa.
- John Travolta, Attore.
- Eagles, Gruppo Country rock.
- Ramones, Gruppo punk.
- Bob Marley, cantante reggae.
- Donna Summer, cantante.
- Bee Gees, gruppo disco.

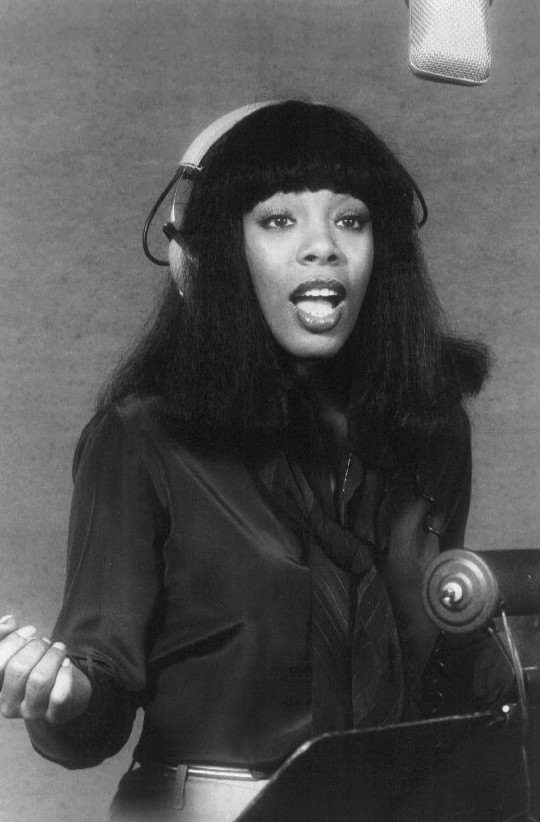
Donna Summer

- Black Sabbath, gruppo hard rock / heavy metal
- Bruce Springsteen, cantante
- Boney M., gruppo musicale.
- Randall William Rhoads, Chitarrista.
- Mario Kempes, calciatore.
- Idi Amin Dada, dittatore dell'Uganda
- Rosa Morena, cantante.
- Farrah Fawcett, attrice